# 奧克河 (阿勒爾河支流)

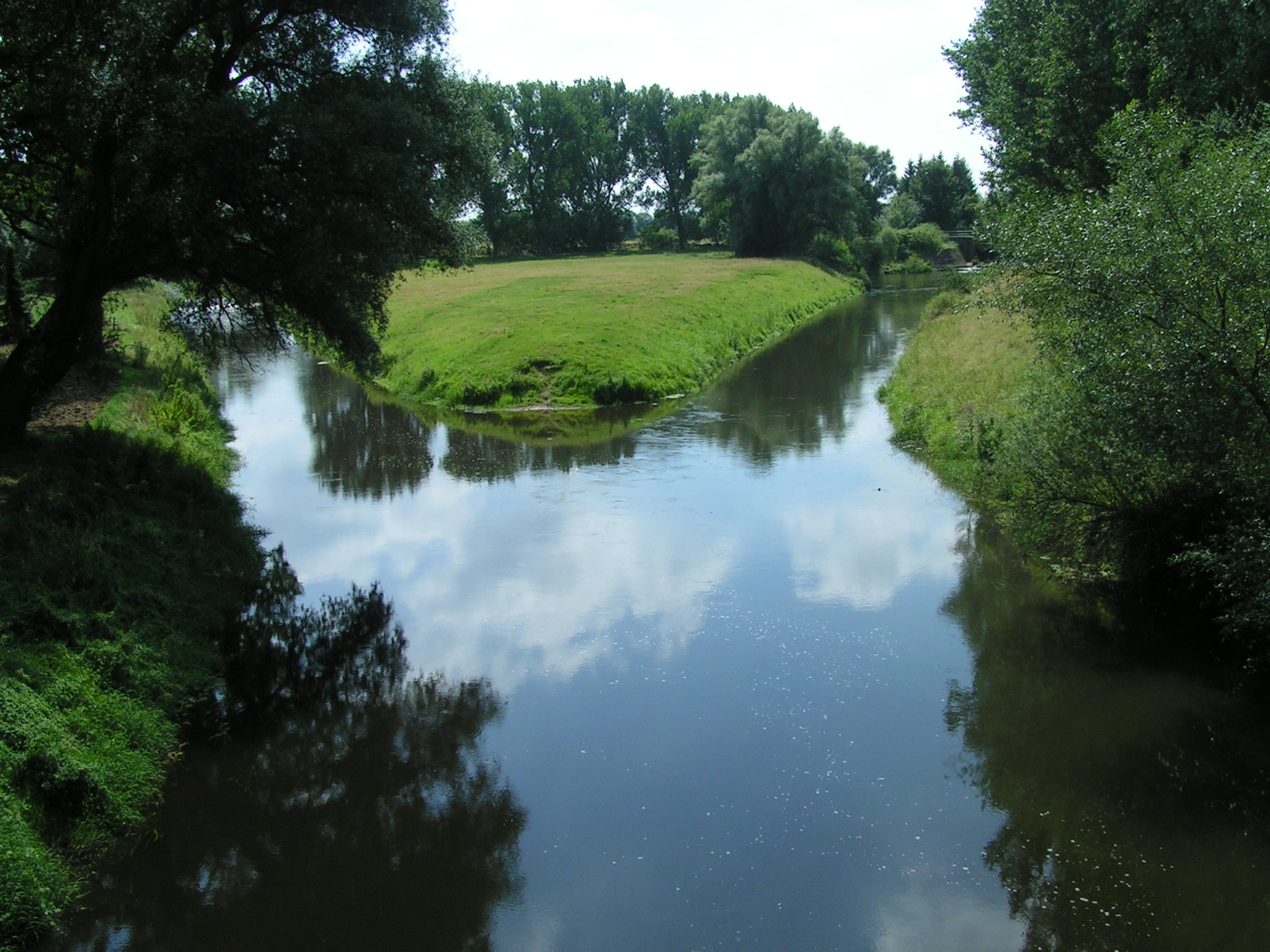

奧克河（德语：Oker）是德國的河流，位於該國北部下薩克森州，屬於阿勒爾河的左支流，河道全長105公里，流域面積1,800平方公里，發源自布魯赫山，河口處在米登。

## 外部連結
- Heavy metal pollution of the Oker（页面存档备份，存于） （德文）
- Description of white water canoe section between Kraftwerk and Nachstaubecken with many photos （页面存档备份，存于） （德文）